# IC 449
IC 449 — галактика типу E (еліптична галактика) у сузір'ї Жираф.
Цей об'єкт міститься в оригінальній редакції індексного каталогу.